# Corros
Corros (en asturiano y oficialmente La Madalena de Corros) es una parroquia del concejo asturiano de Avilés, en España.
En sus 2,5 km² habitan un total de 584 personas (2011).
Su templo parroquial está consagrado a Santa María Magdalena.

## Entidades de población
Localidades que forman parte de la parroquia:
- Altamira (L'Altamira)
- Arabuya (L'Arabuya)
- El Barrial
- El Bretón
- La Carrionina
- Castañeda
- La Ceba (L'Aceba)
- Ceruyeda (Ciruyeda)
- Grandiella (La Grandiella)
- La Peña
- Piqueros
- La Tabla

## Webgrafía
1. ↑  «Expediente con los topónimos oficiales de Avilés». BOPA. Gobierno del Principado de Asturias.
2. ↑  «Determinación de los topónimos oficiales del concejo de Avilés». Consultado el 20 de agosto de 2021.